# Wachtelhund
Wachtelhunden är en hundras från Tyskland. Den är av spanieltyp och räknas till de stötande hundarna men är en mer mångsidig jakthund.

## Historia
Systematisk avel började bedrivas i Bayern på 1880-talet. Den tyska rasklubben, Verein für Deutsche Wachtelhunde, bildades 1903. Dess svenska motsvarighet är Svenska wachtelhundklubben.

## Egenskaper
Wachtelhundens främsta användningsområde är som kortdrivande hund på allt slags hårvilt och klövvilt, även vildsvin och älg. Den kan också med rätt träning bli en duglig apportör, och den är mycket väl lämpad som eftersökshund.

## Utseende
Wachtelhunden finns huvudsakligen i tre färgvarianter, brun, med vita eller skimmeltecken på bröstet och på tassarna och brunskimmel, med eller utan större fläckar eller mantel, samt helt röd. Det finns även skäck; vitt med större eller mindre, bruna eller röda fläckar samt med eller utan tanteckning. Mankhöjd för hane 48–54 cm, för tik 45–52 cm. Rasen kom till Sverige mot slutet av 1930-talet.